# Canton de Soissons-2
Le canton de Soissons-2 est une circonscription électorale française du département de l'Aisne, créée par le décret du 21 février 2014 et entrant en vigueur lors des élections départementales de 2015.

## Histoire
Un nouveau découpage territorial de l'Aisne entre en vigueur en mars 2015, défini par le décret du 21 février 2014, en application des lois du 17 mai 2013 (loi organique 2013-402 et loi 2013-403). Les conseillers départementaux sont, à compter de ces élections, élus au scrutin majoritaire binominal mixte. Les électeurs de chaque canton élisent au Conseil départemental, nouvelle appellation du Conseil général, deux membres de sexe différent, qui se présentent en binôme de candidats. Les conseillers départementaux sont élus pour 6 ans au scrutin binominal majoritaire à deux tours, l'accès au second tour nécessitant 12,5 % des inscrits au premier tour. En outre la totalité des conseillers départementaux est renouvelée. Ce nouveau mode de scrutin nécessite un redécoupage des cantons dont le nombre est divisé par deux avec arrondi à l'unité impaire supérieure. 
Dans l'Aisne, le nombre de cantons passe ainsi de 42 à 21. Le canton de Soissons-2 fait partie des huit nouveaux cantons du département, les treize autres cantons portant la dénomination d'un ancien canton, mais avec des limites territoriales différentes. Le nouveau canton reprend l'ensemble des limites du canton de Soissons-Sud avec la fraction cantonale non-modifiée de la ville de Soissons. Les communes d'Acy, de Serches et de Sermoise sont adjointes à ce dernier à la suite de la suppression du canton de Braine. Le bureau centralisateur est fixé à Soissons.
Au 1er janvier 2023, les communes de Berzy-le-Sec et Noyant-et-Aconin se sont regroupées pour former la commune nouvelle de Bernoy-le-Château. Le nombre de communes du canton passe alors de 13 à 12.

## Administration

### Représentation
| Période élective | Période élective | Mandat | Mandat   | Identité            | Nuance | Nuance | Qualité |
| ---------------- | ---------------- | ------ | -------- | ------------------- | ------ | ------ | --- |
| 2015             | 2021             | 2015   | 2021     | Isabelle Létrillart |        | LR     | Première adjointe au Maire de Soissons jusqu'en 2020 3e Vice-Présidente du Conseil départemental             |
| 2015             | 2021             | 2015   | 2021     | Frédéric Vanier     |        | DVD    | Adjoint au Maire de Soissons                                                                                 |
| 2021             | 2027             | 2021   | en cours | David Bobin         |        | DVD    | Maire de Vauxbuin                                                                                            |
| 2021             | 2027             | 2021   | en cours | Isabelle Létrillart |        | LR     | Conseillère sortante 3e Vice-présidente (Insertion et retour à l’emploi, Famille et Protection de l’Enfance) |

#### Élections de mars 2015
À l'issue du premier tour des élections départementales de 2015, trois binômes sont en ballottage : Louis-Marie Beauvais et Carole Manable (FN, 37,36 %), Isabelle Létrillart et Frédéric Vanier (Union de la Droite, 34,57 %) et Karine Moreira et Serge Vallee (Union de la Gauche, 28,07 %). Le taux de participation est de 48,37 % (8 752 votants sur 18 092 inscrits) contre 53,32 % au niveau départemental et 50,17 % au niveau national.
Au second tour, Isabelle Létrillart et Frédéric Vanier (Union de la Droite) sont élus Conseillers départementaux de l'Aisne avec 58,7 % des suffrages exprimés et un taux de participation de 48,9 % (4 745 voix pour 8 847 votants et 18 092 inscrits).

#### Élections de juin 2021
Le premier tour des élections départementales de 2021 est marqué par un très faible taux de participation (33,26 % au niveau national). Dans le canton de Soissons-2, ce taux de participation est de 30,15 % (5 457 votants sur 18 102 inscrits) contre 34,94 % au niveau départemental. À l'issue de ce premier tour, deux binômes sont en ballottage : David Bobin et Isabelle Létrillart (DVD, 52,65 %) et Nadia Hermans et Alain Reyt (RN, 29,6 %).
Le second tour des élections est marqué une nouvelle fois par une abstention massive équivalente au premier tour. Les taux de participation sont de 34,3 % au niveau national, 34,65 % dans le département et 30,46 % dans le canton de Soissons-2. David Bobin et Isabelle Létrillart (DVD) sont élus avec 69,95 % des suffrages exprimés (3 574 voix pour 5 513 votants et 18 102 inscrits),,.

## Composition
Le canton de Soissons-2 est composé de 13 communes entières et une partie de la commune de Soissons.
À la suite de la fusion, au 1er janvier 2023, de Berzy-le-Sec et de Noyant-et-Aconin pour former la commune de Bernoy-le-Château, le nombre de communes descend à 13.
| Nom                              | Code Insee | Intercommunalité               | Superficie (km2) | Population (dernière pop. légale)                | Densité (hab./km2) | Modifier                                    |
| -------------------------------- | ---------- | ------------------------------ | ---------------- | ------------------------------------------------ | ------------------ | ------------------------------------------- |
| Soissons (bureau centralisateur) | 02722      | CA GrandSoissons Agglomération | 12,32            | Fraction : 17 722 (2022) Commune : 28 667 (2022) | 2 327              | modifier les données · modifier les données |
| Acy                              | 02003      | CA GrandSoissons Agglomération | 11,67            | 1 013 (2022)                                     | 87                 | modifier les données · modifier les données |
| Belleu                           | 02064      | CA GrandSoissons Agglomération | 4,53             | 3 624 (2022)                                     | 800                | modifier les données · modifier les données |
| Bernoy-le-Château                | 02564      | CA GrandSoissons Agglomération | 16,29            | 840 (2022)                                       | 52                 | modifier les données · modifier les données |
| Billy-sur-Aisne                  | 02089      | CA GrandSoissons Agglomération | 7,47             | 1 141 (2022)                                     | 153                | modifier les données · modifier les données |
| Courmelles                       | 02226      | CA GrandSoissons Agglomération | 6,76             | 1 831 (2022)                                     | 271                | modifier les données · modifier les données |
| Mercin-et-Vaux                   | 02477      | CA GrandSoissons Agglomération | 7,77             | 945 (2022)                                       | 122                | modifier les données · modifier les données |
| Missy-aux-Bois                   | 02485      | CA GrandSoissons Agglomération | 3,04             | 98 (2022)                                        | 32                 | modifier les données · modifier les données |
| Ploisy                           | 02607      | CA GrandSoissons Agglomération | 2,87             | 97 (2022)                                        | 34                 | modifier les données · modifier les données |
| Septmonts                        | 02706      | CA GrandSoissons Agglomération | 4,80             | 571 (2022)                                       | 119                | modifier les données · modifier les données |
| Serches                          | 02711      | CA GrandSoissons Agglomération | 9,10             | 277 (2022)                                       | 30                 | modifier les données · modifier les données |
| Sermoise                         | 02714      | CA GrandSoissons Agglomération | 5,51             | 347 (2022)                                       | 63                 | modifier les données · modifier les données |
| Vauxbuin                         | 02770      | CA GrandSoissons Agglomération | 5,00             | 771 (2022)                                       | 154                | modifier les données · modifier les données |
| Canton de Soissons-2             | 0217       |                                | 91,26            | 29 277 (2022)                                    | 321                | modifier les données                        |

Le canton comprend en outre la partie de la commune de Soissons non incluse dans le canton de Soissons-1.

## Démographie
En 2022, le canton comptait 29 277 habitants, en évolution de +0,51 % par rapport à 2016 (Aisne : −1,97 %, France hors Mayotte : +2,11 %).
| 2013   | 2018   | 2022   |
| ------ | ------ | ------ |
| 29 069 | 29 370 | 29 277 |